# 三題噺
三題噺（さんだいばなし）とは、落語の形態の一つで、寄席で演じる際に観客に適当な言葉・題目を出させ、そうして出された題目3つを折り込んで即興で演じる落語である。三題話、三題咄とも呼ぶ。

## 概要
元来、トリを取れるような真打ちだけがやったもので、客席から3つ「お題」を出してもらい即席で演じた。
出して貰う「題」にも決まりがあり、「人の名前」「品物」「場所」の3つで、どれかを「サゲ」に使わないといけなかった。
初代三笑亭可楽が始めたとされており、幕末には盛んに行われた。三題噺を元にした演目の代表作としては『芝浜』が挙げられる。三遊亭圓朝がある時の寄席で挙げられた題目が「酔漢」「財布」「芝浜」の3つで、これを題目として演じたのが『芝浜』の原形といわれている。この他『鰍沢』も三題噺を元にした演目の代表作である。
三題噺落語の創作には、かなりの発想力やセンス、またそれを演じるための技術が求められるため、誰もができるわけではない。近年では、三遊亭白鳥や柳家喬太郎などのほか、柳家わさびなども定期的に三題噺を演じる会を開いている。
現代では、落語のみならず、漫才やトーク番組などでも応用されて用いられている。また、大手マスコミ等の採用試験の問題として出題される。

## 粋狂連・興笑連
聴衆から三つの題を得て即興で一回の落語を創作する三題噺を再興し、文久年間に一大ブームを巻き起こした幕末の粋狂人の集まりを連と呼び、その代表的なものに粋狂連と興笑連が有った。仮名垣魯文、山々亭有人、河竹新七、梅素玄魚、落合芳幾、山閑人交来などの他に玄人の三遊亭円朝、柳亭左楽なども加わっている。粋狂連の代表は好文舎花兄（金座の役人で高野某）で、興笑連の代表は春廼屋幾久（大伝馬町の豪商勝田市兵衛）であった。